# جاك رودس
جاك رودس (بالإنجليزية: Jack Rhodes)‏ هو كاتب أغاني أمريكي، ولد في 1907، وتوفي في 1968.

## وصلات خارجية
- جاك رودس على موقع ميوزك برينز (الإنجليزية)
- جاك رودس على موقع أول ميوزيك (الإنجليزية)
- جاك رودس على موقع ديسكوغز (الإنجليزية)